# Libnotes dolonigra
Libnotes dolonigra är en tvåvingeart som först beskrevs av Alexander 1956.  Libnotes dolonigra ingår i släktet Libnotes och familjen småharkrankar. Inga underarter finns listade i Catalogue of Life.